# Нью-йоркська ідея
Нью-йоркська ідея (англ. The New York Idea) — американська комедія режисера Герберта Блаше 1920 року.

## У ролях
- Еліс Брейді — Синтія Карслайк
- Лоуелл Шерман — Джон Карслайк
- Гедда Гоппер — Віда Філлімора
- Джордж Хауелл — суддя Філіп Філлімора
- Лайонел Пейп — сер Вілфрід Дарбі
- Маргарет Лінден — Керолайн Дуайт
- Едвардс Девіс — єпископ Матфей Філлімора
- Гаррі Гокі — Тім Фіддлер
- Ніна Герберт — місіс Фіддлер
- Емілі Фіцрой — Грейс Філлімора
- Джулія Херлі — місіс Філлімора